# Famille de Kerchove
Ne doit pas être confondu avec Famille de Kerckhove dit Vander Varent.
La famille de Kerchove est une famille de la noblesse belge, originaire de Vlamertinge en Flandre. Son ascendance prouvée remonte à Ghys van den Kerchove qui est cité dans un acte de partage daté du 12 décembre 1414.
Au XVIIe siècle, à la suite du mariage d'Anne-Isabelle Lanchals, baronne d'Exaerde et dame de Denterghem et d'Ousselghem, avec Jean-François de Kerchove, elle hérite de la baronnie d'Exaerde et les seigneuries de Denterghem et d'Ousselghem, qui deviendront les trois branches de la famille.
Elle s'est illustrée par de nombreux hommes politiques.

## Histoire

### Origine
Cette famille est originaire de Vlamertinge, localité située dans l'ancien comté de Flandre.
Son ascendance prouvée remonte jusqu'à Ghys van den Kerchove qui est cité dans un acte de partage daté du 12 décembre 1414.

### Branches
Par héritage de la famille Lanchals[pas clair] éteinte au XVIIIe siècle, cette famille se divise en trois branches:
- la branche aînée, des barons d'Exaerde ;
- la branche cadette, des seigneurs de Denterghem ;
- la branche benjamine, des seigneurs et barons d'Ousselghem.

Désormais, seule la branche  de Denterghem porte le titre de comte, ayant compté parmi ses membres plusieurs bourgmestres de la ville de Gand et autres gouverneurs de province.

## Preuves de noblesse
• 20 octobre 1632 à Bruxelles par le roi Philippe IV: concession du titre de chevalier en faveur de François de Kerchove;

• 14 août 1640 à Bruxelles par le roi Philippe IV: concession du titre de chevalier en faveur de Jean de Kerchove;

• 31 mars 1742 à Vienne par l'impératrice Marie-Thérèse: concession du titre de baron d'Exaerde en faveur de Englebert-Martin de Kerchove;

• 14 avril 1816 à Bruxelles par le roi Guillaume Ier: concession du titre de baron d'Exaerde en faveur de François-Antoine de Kerchove de la Deuze;

• 30 janvier 1894 à Laeken par le roi Léopold II: reconnaissance de noblesse en faveur de Joseph-Emmanuel de Kerchove de Dentergem d'Exaerde;

• 28 novembre 1825 à Bruxelles par le roi Guillaume Ier: reconnaissance de noblesse en faveur de Eugène-Jean de Kerchove de Denterghem;

• 28 novembre 1825 à Bruxelles par le roi Guillaume Ier: reconnaissance de noblesse en faveur de Constantin de Kerchove de Denterghem;

• 20 octobre 1852 à Laeken par le roi Léopold Ier: concession du titre de comte en faveur de Constantin de Kerchove de Denterghem;

• 1er janvier 1933 à Bruxelles par le roi Albert Ier: concession du titre de comte en faveur de André-Charles de Kerchove de Denterghem;

• 9 juillet 1882 à Bruxelles par le roi Léopold II: concession du titre de comte en faveur de Rodolphe-Charles de Kerchove de Denterghem;

• 12 décembre 1864 à Laeken par le roi Léopold Ier: concession du titre de comte en faveur de Constantin-Ghislain de Kerchove de Denterghem;

• 13 septembre 1817 à Laeken par le roi Guillaume Ier: reconnaissance de noblesse en faveur de Emmanuel-Philippe de Kerchove d'Ousselghem;

• 10 décembre 1925 à Bruxelles par le roi Albert Ier: concession du titre de baron en faveur de Edgard-François de Kerchove d'Ousselghem;

• 28 mai 1904 à Laeken par le roi Albert Ier: reconnaissance et concession du titre de baron en faveur de Abel-Jules de Kerchove d'Exaerde;

• 22 janvier 1884 à Laeken par le roi Léopold II: reconnaissance de noblesse en faveur de Henri-Marie de Kerchove;

• 15 avril 1920 à Laeken par le roi Albert Ier: reconnaissance du titre de baron en faveur de Charles-Henri de Kerchove d'Exaerde;

• 27 novembre 1922 à Laeken par le roi Albert Ier: reconnaissance du titre de baron en faveur de Henri-Ernest de Kerchove d'Exaerde;

• 27 novembre 1922 à Laeken par le roi Albert Ier: reconnaissance du titre de baron en faveur de Robert-Marie de Kerchove d'Exaerde;

## Armoiries et devise
| Blason | Blasonnement : Échiqueté d'argent et d'azur, au chef d'or, chargé d'une colombe volante d'azur, becquée de gueules, tenant en son bec un rameau d'olivier de sinople. Heaume d'argent, grillé, liseré et couronné d'or, fourré de gueules. Lambrequin d'azur et d'or. Cimier un aigle naissant éployée d'or. Supports à dextre un griffon et à senestre un lion d'or, armés et lampassés de gueules. Couronne à neuf perles pour le titre de comte ou à sept perles pour le titre de baron. Commentaires : L'écu est identique aux trois branche de la famille: d'Exaerde, de Denterghem, d'Ousselghem. Les ornement extérieur de l'écu (couronne, heaume, cimier, lambrequin et supports) peuvent varier selon la branche et le titre. |

## Personnalités
- Jerôme (François) de Kerchove (nl) (1743-1818) ;
- François de Kerchove de Ter Elst (1774-1847), général-major ;
- Constant de Kerchove de Denterghem (1790-1865), bourgmestre de Gand, sénateur ;
- Frédéric de Kerchove (1805-1880), sénateur ;
- Henri de Kerchove (1810-1885), député ;
- Prosper de Kerchove de Denterghem (1813-1853), député ;
- Charles de Kerchove de Denterghem (1819-1882), sénateur ;
- Hippolyte de Kerchove Lippens (nl) (1822-1906), bourgmestre de Moerbeke ;
- Edouard de Kerchove d'Exaerde (1831-1910), bourgmestre de Vyle-Tharoul ;
- Alice Marie de Kerchove (nl) (1838-1877), épouse d'Udekem d'Acoz ;
- Abel de Kerchove d'Exaerde (1839-1914), député ;
- Eugène de Kerchove d'Exaerde (1844-1934), sénateur ;
- Oswald de Kerchove de Denterghem (1844-1906), gouverneur de la Province de Hainaut, député et sénateur ;
- Edgard de Kerchove d'Ousselghem (1846-1926), sénateur ;
- Robert de Kerchove (1846-1942), moine bénédictin ;
- Raymond de Kerchove d'Exaerde (1847-1932), gouverneur de la Province de Flandre-Orientale ;
- Henri de Kerchove d'Exaerde (1870-1942), sénateur ;
- Georges de Kerchove d'Exaerde (1873-1944), bourgmestre de Bellem ;
- Robert de Kerchove d'Exaerde (1876-1954), député et sénateur ;
- Marthe de Kerchove de Denterghem (1877-1956), épouse Boël ;
- André de Kerchove de Denterghem (1885-1945), ambassadeur, gouverneur de la Province de Flandre-Orientale, sénateur ;
- Gilles de Kerchove d'Ousselghem (1956), coordinateur de l'Union européenne pour la lutte contre le terrorisme ;
- François de Kerchove d'Exaerde, diplomate, ambassadeur de Belgique en France (depuis 2018).

## Possessions & domaines

### Baronnie d'Exaerde

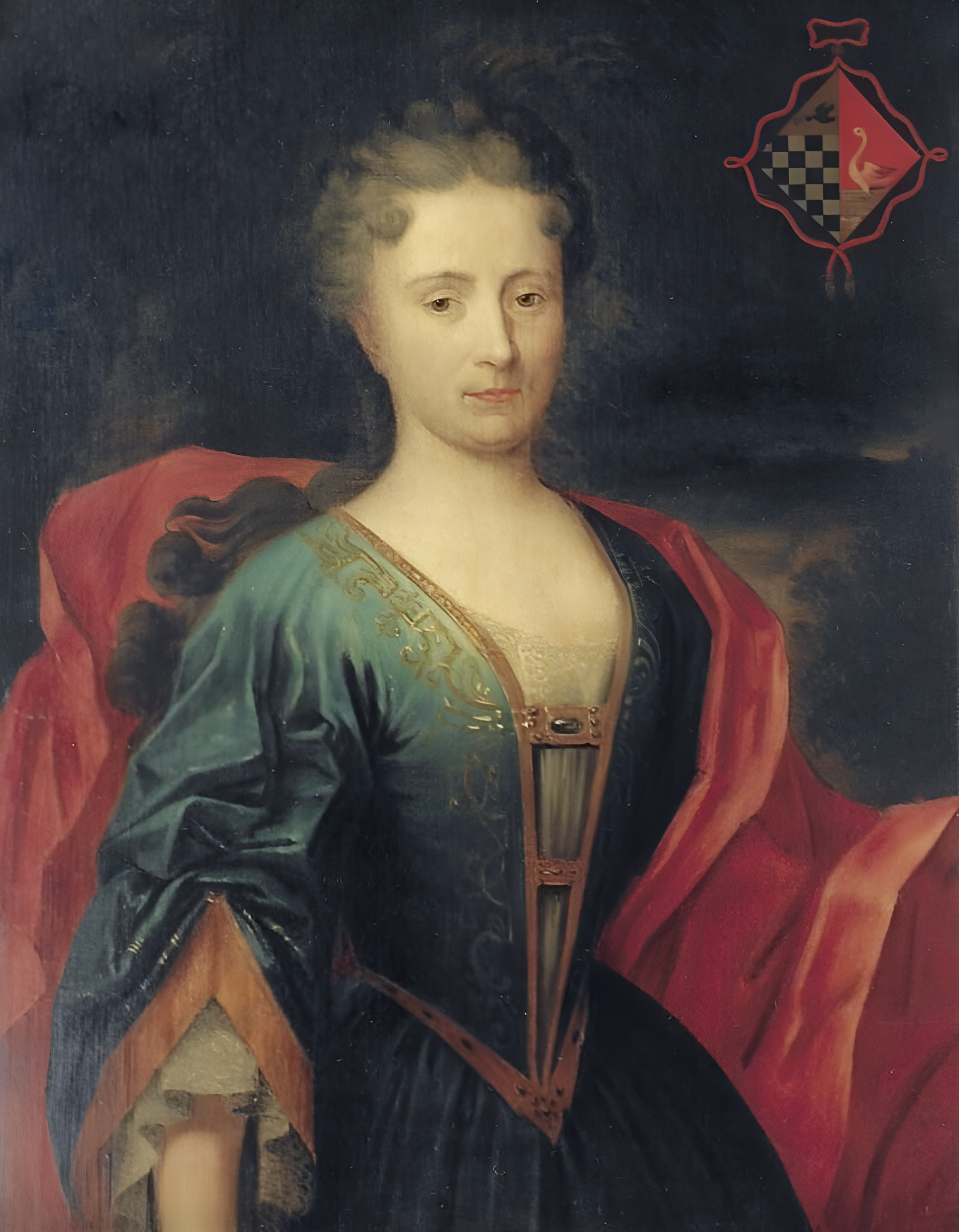
Anne-Isabelle Lanchals, baronne d'Exaerde (1669-1735)

La famille de Kerchove hérite de la baronnie d'Exaerde des suites du mariage de Jean-François de Kerchove, seigneur d'Etichove (1672-1733) avec Anne-Isabelle Lanchals, baronne d'Exaerde (1669-1735). La famille Lanchals avait reçu la seigneurie d'Exaerde via la famille de Gruutere, arrière grand-mère paternelle de Anne-Isabelle Lanchals. Son grand-père, Maximilien-Antoine Lanchals, échevin du pays de Waes, obtient, par lettres patentes du roi Philippe IV le 10 janvier 1645, l'érection de sa terre d'Exaerde en baronnie.
En 1650, au décès de Maximilien-Antoine Lanchals, c'est son fils unique, François-Philippe Lanchals (1644-1677), qui hérite de la baronnie d'Exaerde. Il épousera Victoire Alamanni, fille de Donato Alamanni, qui avait épousé sa mère en secondes noces. La famille Alamanni était une noble et riche famille florentine, qui avait quitté Florence à cause de son conflit avec les Médicis. Tyrannique, Donato Alammani fera vivre l'enfer à son beau-fils, ce qui précipitera François-Philippe Lanchals dans sa tombe ; il mourut à 33 ans, laissant à sa veuve 6 enfants en bas âge.
Au décès de François-Philippe Lanchals, c'est son unique fils, Donat Lanchals, qui hérite de la baronnie d'Exaerde. Il épouse Marie-Antoinette de Hangouart, fille de Barthelemy de Hangouart, marquis d'Avelin. En 1727, celui-ci meurt sans descendance, son unique fille étant décédée en bas âge, et après une âpre bataille judiciaire avec le légataire Jean-Charles Piers de Welle, son neveu, sa sœur Anne-Isabelle Lanchals (1669-1735) réussit à récupérer la baronnie en échange de la seigneurie et du château d'Olsene.
Anne-Isabelle Lanchals naît au château d’Olsene le 25 septembre 1669, elle est baptisée dans l’église du village avec comme parrain Philippe-François de Jauche, baron de Cruyshoutem et comme marraine Anne-Isabelle de Cortewille, épouse de Lopez Rodriguez d’Evora y Vega, marquis de Rhodes.

### Seigneurie d'Ousselghem
Seigneurie de Vaux
Seigneurie de Denterghem
Seigneurie d'Ousselghem
Seigneurie de Mediepe
Seigneurie de Steenwaesvelde
Seigneurie d'Etichove
Seigneurie de Steenkerke
Seigneurie de Gottem
Seigneurie de Mullem
Seigneurie de Straeten
Seigneurie de Gelubroek
Château de Huysse
Château de Wetteren
Château Ten Velde
Château de Barcenal
Château d'Herleghem
Château d'Hermoye
Château de Landeghem
Château de Bellem
Château des Herry
Château de Vierset
Château de Gransvelde
Château de Vyle
Château de Humelghem
Château de Schoonhove
Château de Wieze
Château des Lions
Château de Moerbeke
Château d’Oosterzele
Château de Taravisée

## Châteaux & propriétés

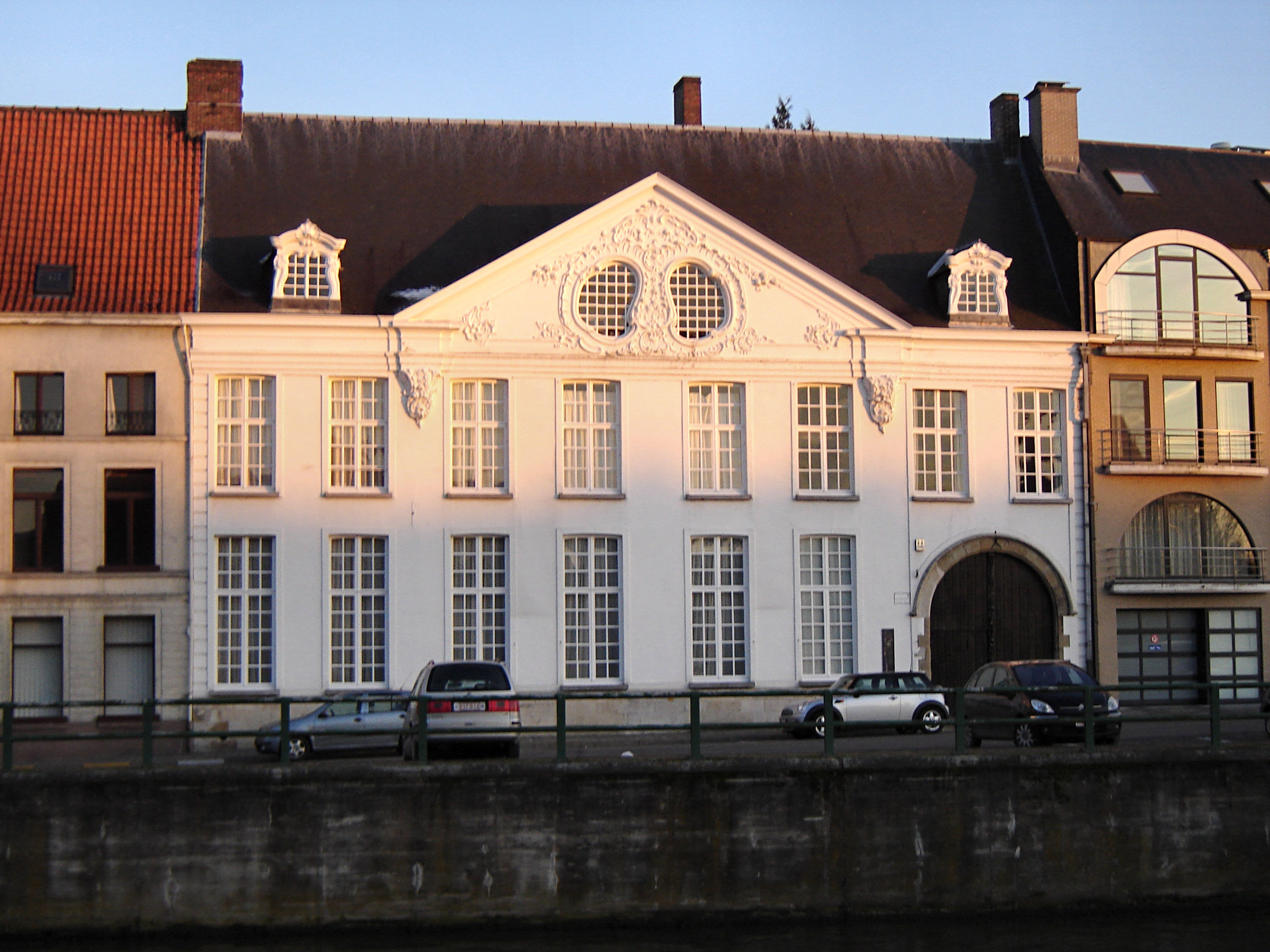
Hôtel de Lalaing
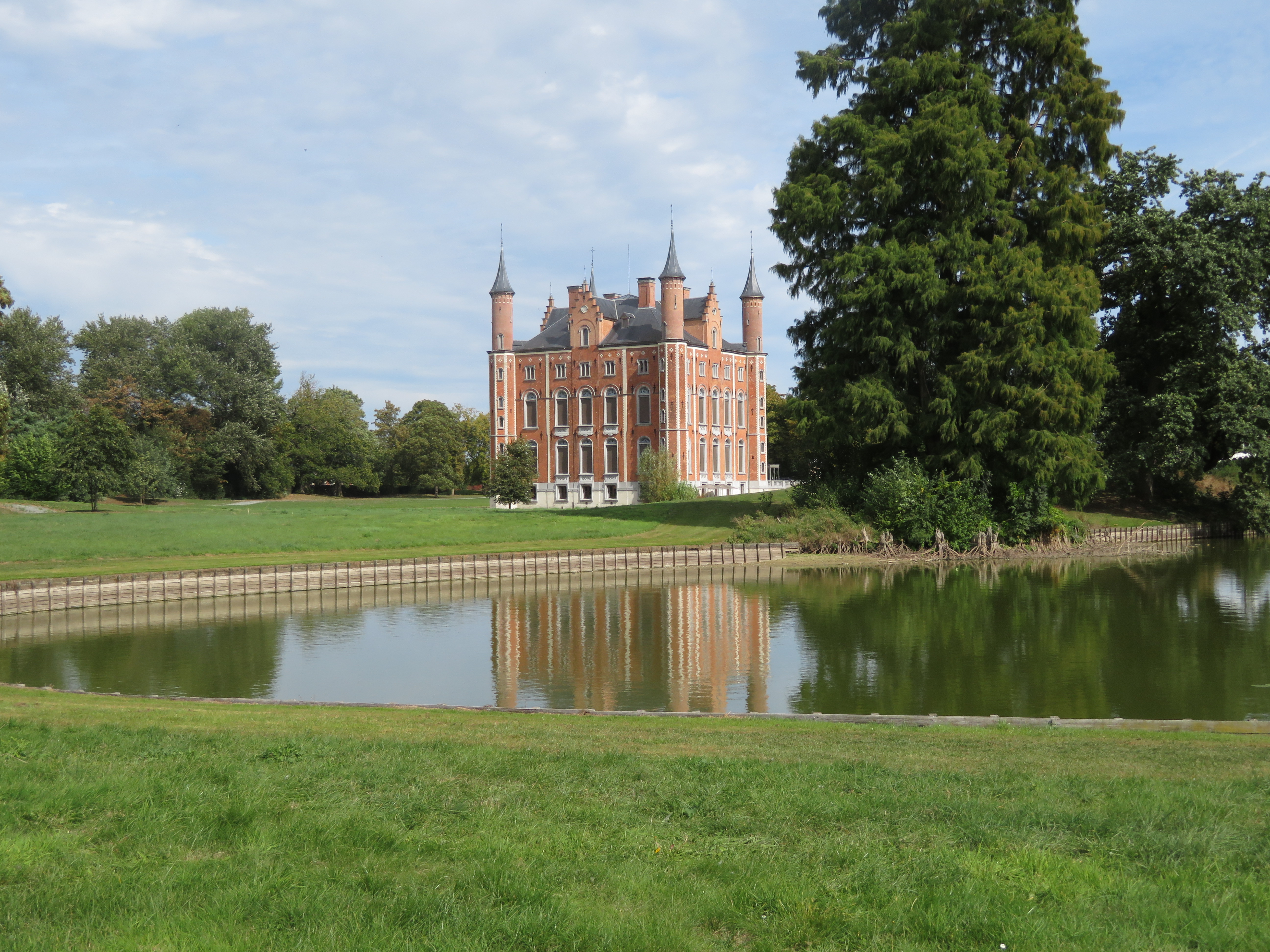
Château d'Olsene
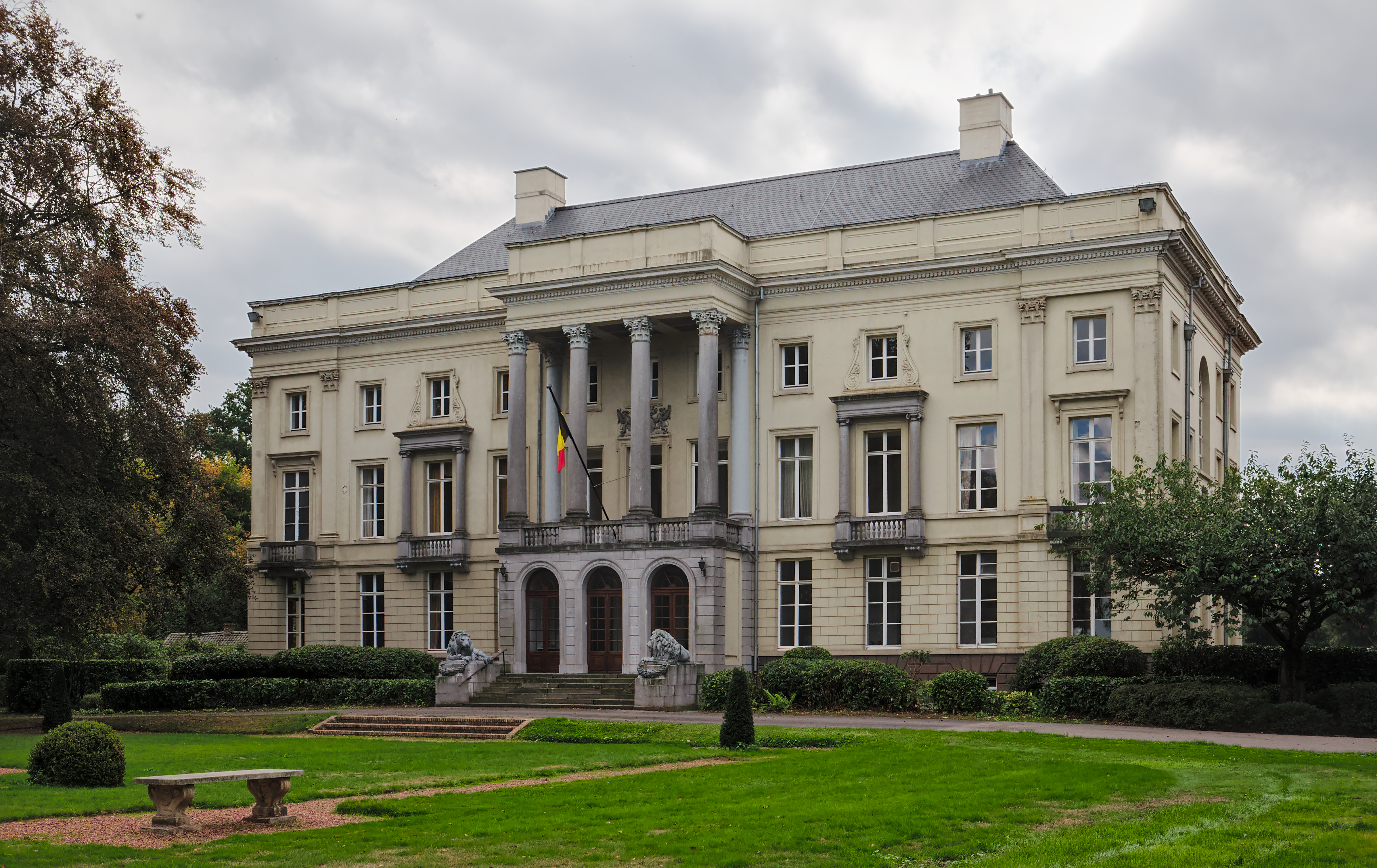
Château de Bellem
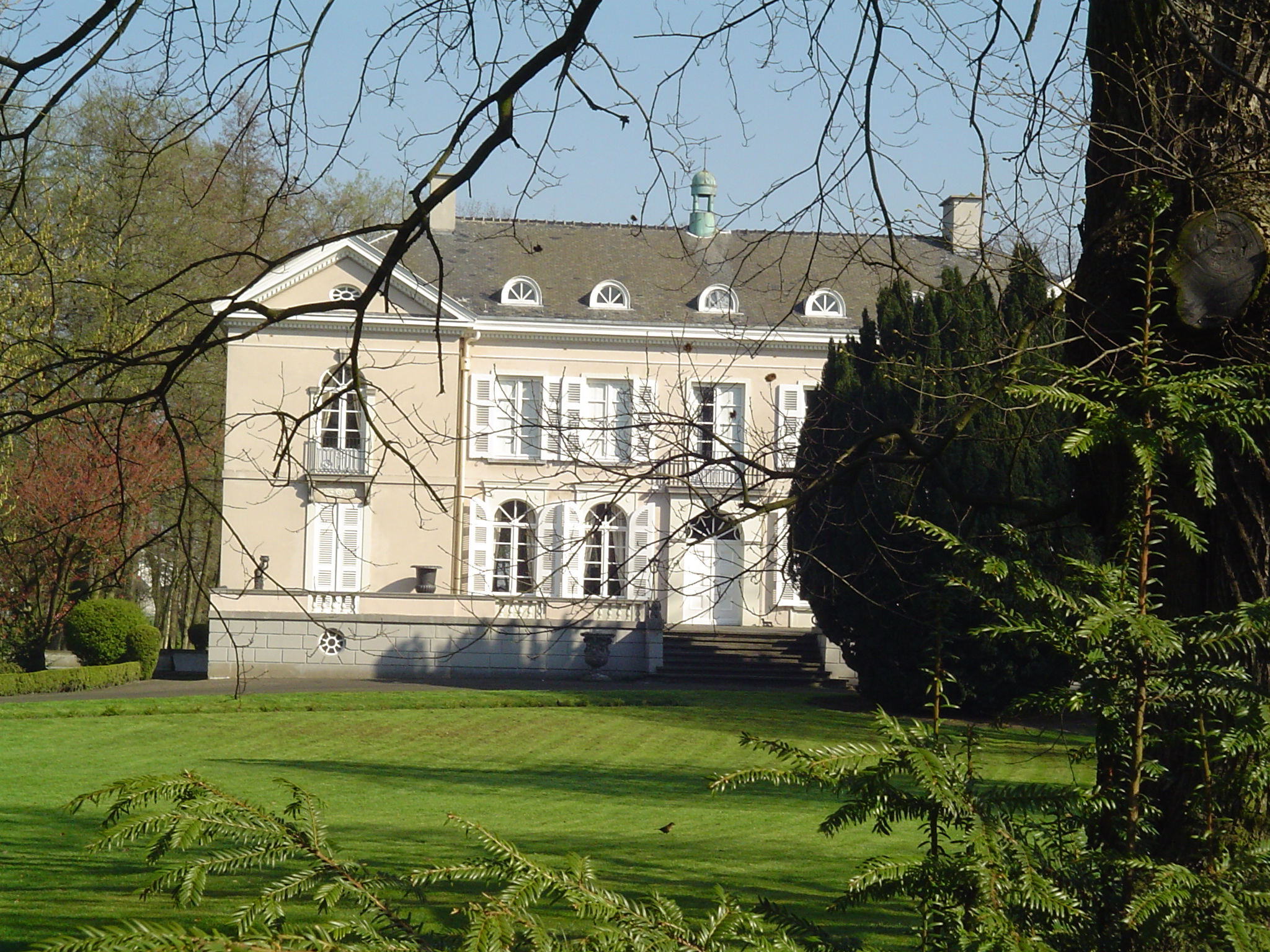
Château Ten Velde
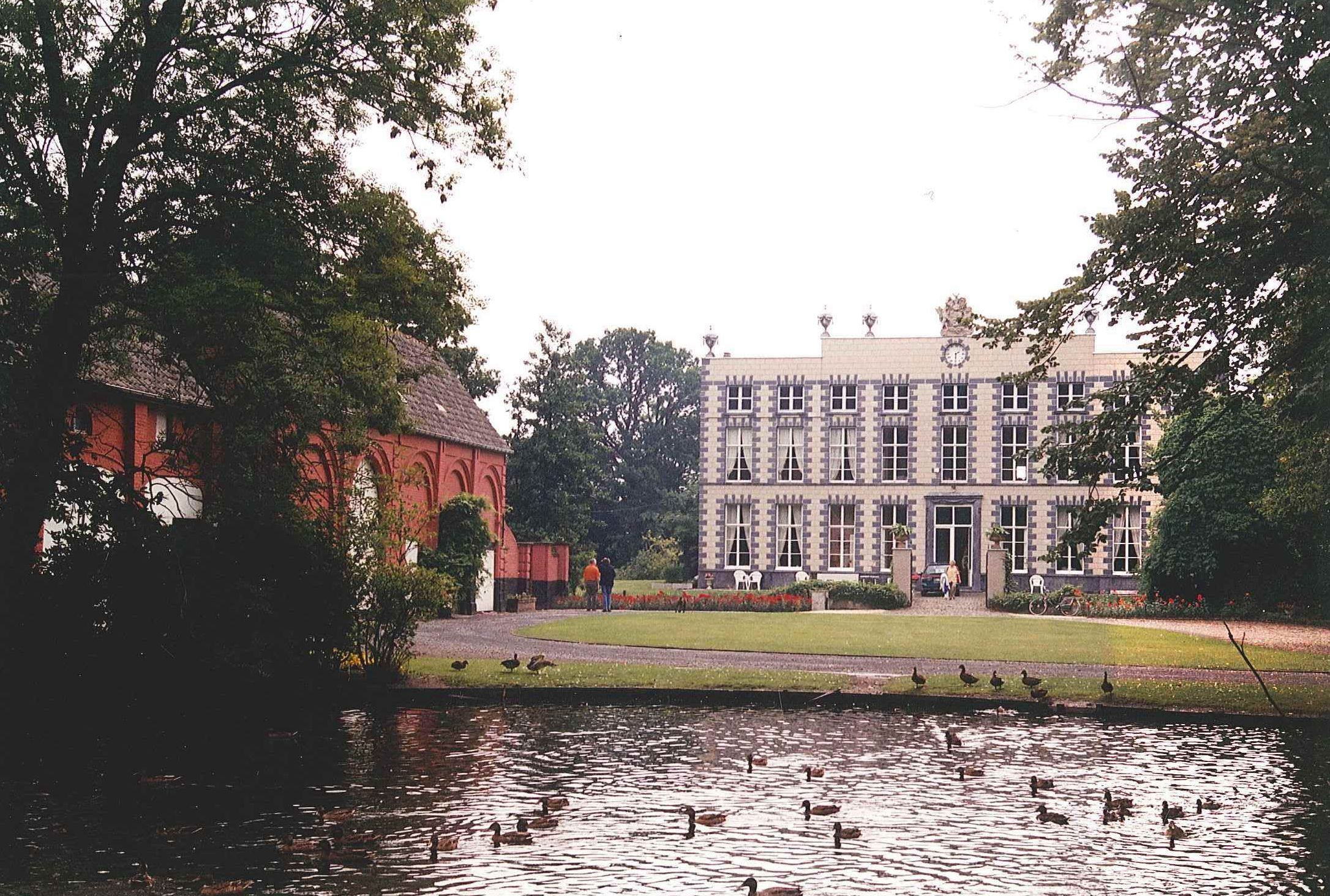
Château d'Herlegem

- Château de Desteldonck
- Château de Wetteren
- Château d’Hermoye

## Généalogie
- Jean-François de Kerchove, seigneur d'Etichove (1672-1733) ∞ Anne-Isabelle Lanchals, baronne d'Exaerde, dame de Denterghem et d'Ousselghem
  - Barberine de Kerchove (1699-1720)
  - Ferdinand-Hyppolite de Kerchove (1700-1700)
  - Engelbert-Martin de Kerchove, baron d'Exaerde, seigneur d'Etichove (1701-1742) ∞ Marie-Isabelle de Zinzerling, baronne du Saint-Empire -  1er Branche d'Exaerde †
    - Jean-François de Kerchove (1733-1741)
    - Albert-Désiré de Kerchove, baron d'Exaerde, seigneur d'Etichove (1736-1802) ∞ Camille-Josephine de Lens.
      - Louis-Robert de Kerchove (1762-1762)
      - Alexandre-Ghislain de Kerchove, baron d'Exaerde (1764-1814)
      - Ferdinand-Engelbert de Kerchove (1764-1764)
      - Charles-Henri de Kerchove (1767-1786)
      - Ferdinand-Englebert de Kerchove (1773-1806)
      - François-Antoine de Kerchove, baron d'Exaerde (1780-1850)
      - (dont 5 filles)

    - François-Ghislain de Kerchove (1740-1740)
    - Marie-Charlotte de Kerchove (1743-1801) ∞ Charles-François Piers, seigneur de Welle

  - Jean-François de Kerchove, seigneur de Denterghem (1702-1756) - Thérèse-Isabelle van de Vivere - Branche de Denterghem
    - Engelbert-Martin  de Kerchove (1743-1749)
    - Charlotte-Maximilienne de Kerchove (1745-1794) ∞ Jean-Baptiste de Ghellinck d'Elseghem, chevalier du Saint-Empire
    - Jean-François de Kerchove, seigneur de Denterghem (1747-1813) ∞ Sabine-Jeanne della Faille d'Assenede
      - Emmanuel de Kerchove de Denterghem (1774-1858) ∞ Adélaïde-Marie de Ghellinck
        - Auguste-Jean de Kerchove de Denterghem (1774-1858) ∞ Thérèse Jesper
        - Mélanie-Adélaïde de Kerchove de Denterghem (1804-1878)
        - Théophile-Eugène de Kerchove de Denterghem (1809-1809)
        - Victor-Charles de Kerchove de Denterghem (1811-1875) ∞ Mélanie-Désirée de Moerman d'Harlebeke
          - Désirée-Nathalie de Kerchove de Denterghem (1853-1914)
          - Joseph-Emmanuel de Kerchove d'Exaerde de Denterghem, écuyer (1856-1900) ∞ Angéline-Sophie Scarsez de Locquenueille
            - (dont 3 filles)

      - Jean-François de Kerchove (1775-1779)
      - Joseph-Marie de Kerchove (1778-1778)
      - Eugène de Kerchove
      - Sabine-Caroline de Kerchove (1785-1843) ∞ François-Charles de Bay

  - Jean-Baptiste de Kerchove (1703-1703)
  - Marie-Caroline de Kerchove (1704-1749) ∞ Jérôme-Olivier Limnander, seigneur de Zulte, Nieuwenhove, Ter Werf, Laecke, ten Dycke, ter Sleysen
  - Gérard-Ferdinand de Kerchove, seigneur d'Ousselghem (1709-1763) ∞ Marie-Anne della Faille, dame de ter Elst - Branche d'Ousselghem
    - Emmanuel-Jean de Kerchove
    - Caroline-Colette de Kerchove (1740-1741)
    - Jérôme-François de Kerchove (1743-1818) ∞ Angélique Robert de Choisy
      - Charles de Kerchove (1766-1849) ∞ Thérèse de Kerchove d’Ousselghem
        - Emmanuel de Kerchove de ter Elst
          - Paul de Kerchove de ter Elst (1835-1836)
          - Abel de Kerchove de ter Elst (1839-1914) ∞ Olga Surmont de Volsberghe
          - (dont 4 filles)

        - Henri de Kerchove (1810-1885) ∞ Pauline Lemède de Waret (1819-1883) -  2e Branche d'Exaerde
          - Charles de Kerchove d'Exaerde (1845-1908) ∞ Ursule Surmont de Volsberghe
            - Octave de Kerchove d'Exaerde (1868-1937) ∞ Comtesse Gabrielle Goethals (1872-1896)
              - Baudouin de Kerchove d'Exaerde (1896-1945) ∞ Germaine de Wouters de Bouchout (1901-1985)
                - Emmanuel de Kerchove d'Exaerde
                  - Baudouin de Kerchove d'Exaerde
                  - Georges de Kerchove d'Exaerde
                  - Michel de Kerchove d'Exaerde
                  - Jean-François de Kerchove d'Exaerde
                  - Pauline de Kerchove d'Exaerde

## Alliances

Lanchals
Lichtervelde (de)
Piers de Raveschoot
Eyll (van)
Ghellinck d'Elseghem Vaernewyck (de)
Crombrugghe de Looringhe (de)
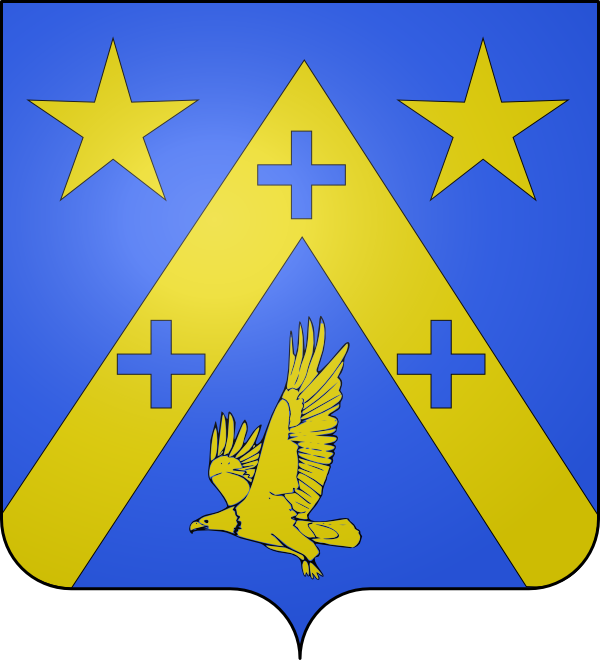
Pastur
Mincé du Fontbaré de Fumal
Grady de Horion (de)